# Неговац
Нѐговац (на сръбски: Неговац или Negovac) е село в община Буяновац, Пчински окръг, Сърбия.

## Население

### Етнически състав
- 39 (100 %) – албанци